# Alopias superciliosus
El zorro de anteojos (Alopias superciliosus), también conocido como zorro ojón, tiburón zorro, rabón y  rabudo, es una especie de elasmobranquio lamniforme de la familia Alopiidae que vive en los océanos tropicales del mundo, a profundidades de entre 30 metros y 45 metros. Su longitud máxima es de 5 metros (más típicamente 3 a 4 m), con pesos de hasta 360 kg (común 160 kg), su cola puede llegar a medir el 50% de su longitud total. Su color varía de marrón a negro con reflejos metálicos en la parte dorsal y blanco en el abdomen. Utiliza su cola en forma de látigo, para golpear a sus presas y aturdirlas. Luego aprovechar la oportunidad para cazarlas y alimentarse, cuenta con unos dientes muy poderosos.

## Características
Es un tiburón pequeño con enormes ojos por los que se le puede distinguir fácilmente, adaptados a la visión a grandes profundidades.  Grandes y anchas aletas pectorales. El adulto y el embrión presentan un surco horizontal prominente, extendido hacia atrás desde las aberturas branquiales; sin surco labial; el rango de su dentición es de 21/20 a 22/23 dientes en la mandíbula superior e inferior, sin cúspides secundarias en ninguna de las mandíbulas. El color es pardo oscuro en la parte dorsal del cuerpo y blanco crema en la parte ventral. El adulto presenta una coloración similar, con el dorsal en un tono grisáceo además de tener una gran cola en su parte trasera la cual es increíblemente poderosa y larga, midiendo un tercio del tamaño del tiburón.

## Distribución y hábitat
Es un tiburón que se encuentra a más de 30m de profundidad. Usa su cola extensa para cazar sus presas. Su boca es pequeña. Es raro que sea captado por la vista humana, debido a lo profundo que se encuentra. Solo se han visto ejemplares en las islas Galápagos. En vida solo pocos pescadores dicen haberlo visto.
El 14 de marzo de 2015 se pescó un ejemplar en Pollensa (Mallorca) de 180Kg.
El 7 de febrero de 2016 se pescó otro ejemplar en Cabo San Lucas; México, (220 kg.)
El 6 de marzo de 2016 un ejemplar fue visto en la playa de La Herradura, Granada, la policía municipal recibió la llamada de alerta de que un tiburón había salido del mar y se encontraba en la orilla de la playa, el animal fue atendido junto con los salvavidas que laboran en la playa y fue devuelto al mar, debido a que, al parecer, una ola lo arrastró hasta la orilla y no podía regresar. El tiburón era un adulto
El 22 de marzo de 2020, dos pescadores deportivos mexicanos, en una salida de pesca en busca de marlin azul en las costas de Manzanillo México, capturaron un ejemplar de aproximadamente 50 kg y 2.5 metros de longitud. El ejemplar de tiburón zorro se enganchó en las líneas y al recogerlas los pescadores se percataron que había muerto. 
El día lunes 6 de julio de 2020 se pescó un ejemplar en las costas mexicanas de Paraíso, Tabasco con un peso aproximado de 140 kg., y más de 4 m de longitud; el selacio quedó atrapado por accidente en las redes de los pescadores. Minutos más tarde las autoridades ambientales fueron alertadas del avistamiento de esta especie y luego de hacer registro de ella fue devuelta al mar.
En junio de 2023 se avistó un ejemplar en Puerto de la Cruz, al norte de la isla de Tenerife.
En 2025 se avisto un ejemplar en las playas de Huelva.